# Habituace
Habituace je nejjednodušším druhem učení a rozumí se jím učení, které je nutné k tomu, abychom ignorovali podnět, který se nám stal známým a který nemá vážné následky - naučíme se např. ignorovat tikot svých hodinek. Tento mechanismus učení má nesmírně důležitou funkci při selektování pozornosti, kdy jsme nuceni se soustředit na důležité podněty a nedůležité musíme ignorovat.
Habituace znamená úbytek reakce na opakování téhož podnětu, ale ne na odlišný podnět, nejde tedy o prostou únavu.